# Andreas Beck (Tennisspieler)
Andreas Beck (* 5. Februar 1986 in Weingarten) ist ein ehemaliger deutscher Tennisspieler.

## Karriere
Erfolge in seiner Karriere umfassen den Gewinn der Deutschen Meisterschaften in Biberach am 9. Dezember 2007. Neben dem Sieg bei fünf Challengers im Einzel und vier Challengers erreichte er 2009 auf der ATP Tour in Gstaad sein einziges Einzel-Finale. Zweimal – 2009 in Halle und 2011 in München – stand er zudem je in einem ATP-Doppelfinale. Bei allen Grand-Slam-Turnieren erreichte er die zweite Runde, kam aber nie darüber hinaus. 2016 beendete er seine Karriere.
Seinen Durchbruch auf der ATP Tour feierte Beck im Juni 2008 beim Rasentennisturnier im westfälischen Halle. Bei den Gerry Weber Open kam er nach Siegen über Marc Gicquel und Mischa Zverev bis ins Viertelfinale, wo er sich dem an Nummer zwei gesetzten James Blake in zwei Sätzen, jeweils im Tiebreak, geschlagen geben musste.
Im April 2009 feierte Beck einen seiner größten Erfolge. Beim mit 2,75 Millionen Euro dotierten ATP-Masters-1000-Turnier von Monte Carlo drang er als Qualifikant bis ins Viertelfinale vor; nach seinem Erstrundensieg über Nicolas Kiefer besiegte er in Runde zwei den Weltranglistensiebten Gilles Simon und im Achtelfinale Juan Mónaco in drei Sätzen. Dieser Erfolg brachte Beck ein Rekordpreisgeld von 53.000 Euro. Im Juli 2009 wurde Beck für die Begegnung gegen Spanien vom deutschen Teamchef Patrik Kühnen erstmals für die deutsche Davis-Cup-Mannschaft nominiert. Er debütierte am 9. Juli mit einer Fünfsatzniederlage gegen Fernando Verdasco. Anfang August 2009 erreichte Beck beim ATP-250-Turnier in Gstaad das Finale, in dem er dem Brasilianer Thomaz Bellucci mit 4:6 und 6:7 unterlag. Vier Wochen später erreichte er bei den US Open nach einem Sieg über den Kasachen Jewgeni Koroljow (6:3, 6:4, 2:6, 2:6, 6:4) Runde zwei, in der er an Gaël Monfils scheiterte. Danach erreichte Beck zweimal in Folge das Viertelfinale eines ATP-Events: in Metz, wo er an Paul-Henri Mathieu scheiterte, und in Bangkok, wo gegen Jürgen Melzer Endstation war. Daraufhin spielte Beck das ATP-World-Tour-500-Event von Tokio, bei dem er nach einem Sieg über Rainer Schüttler an Tomáš Berdych scheiterte (1:6, 4:6). Beim Mastersturnier von Shanghai verlor Beck in Runde zwei gegen Radek Štěpánek. Bei seinen letzten drei Turnieren des Jahres (Stockholm, Basel, Paris) scheiterte Beck jeweils in Runde eins. Kurz darauf wurde bei ihm ein „Tennisarm“ diagnostiziert.
Beck feierte 2010 nach einer fünfmonatigen Verletzungspause sein Comeback. in Indian Wells schied er in der ersten Runde gegen den Qualifikanten Ramon Delgado in drei Sätzen aus. Daraufhin scheiterte er auch bei den folgenden fünf Turnieren in der Auftaktrunde, ehe er in München gegen Denis Istomin seinen ersten Sieg nach mehreren Monaten feiern konnte. In Runde zwei unterlag er Michail Juschny. Mitte Mai spielte er beim World Team Cup in Düsseldorf für Deutschland. Er gewann zwei seiner drei Einzel, konnte damit aber das Vorrundenaus des deutschen Teams nicht verhindern. In Roland Garros zog Beck mit einem Viersatzsieg über den Italiener Paolo Lorenzi in die zweite Runde ein, in der er in drei Sätzen an Stan Wawrinka scheiterte. In Vorbereitung auf Wimbledon erreichte er bei den Gerry Weber Open mit Siegen über Serhij Stachowskyj und Nicolas Kiefer das Viertelfinale, das er gegen den späteren Turniersieger Lleyton Hewitt verlor. In Wimbledon war nach fünf Sätzen gegen Julien Benneteau in Runde zwei Endstation, obwohl Beck bei einer 2:1-Satzführung bereits zum Matchgewinn servierte. Bei den folgenden beiden Sandplatzturnieren in Stuttgart und Hamburg scheiterte er bereits in Runde eins. Als Vorjahresfinalist bestritt Beck erneut das Turnier in Gstaad – verlor dort aber in Runde zwei, wodurch er aus dem Top 100 fiel. In Vorbereitung auf die US Open spielte Beck die Qualifikation in Cincinnati, in der er an Florian Mayer scheiterte, und New Haven, wo er trotz Satzführung gegen Illja Martschenko verlor. Bei den US Open gewann er in Runde eins das Duell gegen seinen Freund Michael Berrer in drei Sätzen. In Runde zwei verlor er glatt gegen die Nummer zwei der Welt, Roger Federer (3:6, 4:6, 3:6).
2011 erreichte Beck auf der Challenger Tour im Einzel die Endspiele von Kasan, Bath, Oberstaufen und Como, er konnte allerdings keines gewinnen. Im Doppel sicherte er sich dagegen in Kasan an der Seite von Yves Allegro seinen ersten Challenger-Titelgewinn, im Finale besiegten sie Michail Jelgin und Alexander Kudrjawzew. Auch auf der World Tour erreichte er mit Christopher Kas nochmals ein Doppelfinale. In München mussten sie sich jedoch Horacio Zeballos und Simone Bolelli mit 6:7 und 4:6 geschlagen geben. Bei Grand-Slam-Turnieren schied er bei den French Open und in Wimbledon jeweils in der ersten Runde aus. In der Folgesaison stand er lediglich bei den Australian Open in einem Grand-Slam-Hauptfeld und erreichte die zweite Runde. Im April 2012 gab er verletzungsbedingt beim Turnier in Barcelona in der ersten Runde auf und fiel für den Rest der Saison aus.
Erst Anfang 2013 bestritt er sein nächstes Turnier. Größere Erfolge blieben im Saisonverlauf im Einzel aus, im Doppel gelangen ihm auf der Challenger Tour dafür Turniersiege in Mersin (mit Dominik Meffert) und Rom (mit Martin Fischer). Dreimal gelang es ihm 2013 und 2014 noch, sich über die Qualifikation ins Hauptfeld eines Grand-Slam-Turniers zu spielen. 2014 sicherte er sich seinen letzten Challenger-Titel im Einzel, als er im Finale von Saint-Brieuc gegen Grégoire Burquier mit 7:5 und 6:3 gewann. Im Jahr darauf folgte in Cherbourg sein letzter Titelgewinn, diesmal im Doppel. Mit Jan Mertl besiegte er Rameez Junaid und Adil Shamasdin in drei Sätzen.

### Bundesliga
Der Linkshänder spielte in der Tennis-Bundesliga für den TK Grün-Weiss Mannheim.

## Erfolge
| Legende (Anzahl der Siege)                       |
| Grand Slam                                       |
| Tennis Masters Cup ATP World Tour Finals         |
| ATP Masters Series ATP World Tour Masters 1000   |
| ATP International Series Gold ATP World Tour 500 |
| ATP International Series ATP World Tour 250      |
| ATP Challenger Tour (9)                          |

### Einzel

#### Turniersiege
| Nr. | Datum         | Turnier      | Belag         | Finalgegner         | Ergebnis        |
| --- | ------------- | ------------ | ------------- | ------------------- | --------------- |
| 1.  | 19. März 2006 | Sarajevo (1) | Hartplatz (i) | Andreas Vinciguerra | 2:6, 7:61, 7:66 |
| 2.  | 23. März 2008 | Sarajevo (2) | Hartplatz (i) | Alexander Peya      | 6:3, 7:68       |
| 3.  | 11. Mai 2008  | Dresden      | Sand          | Jun Woong-sun       | 2:6, 6:3, 7:5   |
| 4.  | 29. März 2009 | Khorat       | Hartplatz     | Filip Prpic         | 7:5, 6:3        |
| 5.  | 6. April 2014 | Saint-Brieuc | Hartplatz (i) | Grégoire Burquier   | 7:5, 6:3        |

### Finalteilnahmen
| Nr. | Datum          | Turnier | Belag | Finalgegner     | Ergebnis  |
| --- | -------------- | ------- | ----- | --------------- | --------- |
| 1.  | 2. August 2009 | Gstaad  | Sand  | Thomaz Bellucci | 4:6, 6:72 |

### Doppel

#### Turniersiege
| Nr. | Datum           | Turnier   | Belag         | Partner         | Finalgegner                         | Ergebnis         |
| --- | --------------- | --------- | ------------- | --------------- | ----------------------------------- | ---------------- |
| 1.  | 6. Februar 2011 | Kasan     | Hartplatz (i) | Yves Allegro    | Michail Jelgin Alexander Kudrjawzew | 6:4, 6:4         |
| 2.  | 13. April 2013  | Mersin    | Sand          | Dominik Meffert | Radu Albot Oleksandr Nedowjessow    | 5:7, 6:3, [10:8] |
| 3.  | 20. April 2013  | Rom       | Sand          | Martin Fischer  | Martin Emmrich Rameez Junaid        | 7:62, 6:0        |
| 4.  | 1. März 2015    | Cherbourg | Hartplatz (i) | Jan Mertl       | Rameez Junaid Adil Shamasdin        | 6:2, 3:6, [10:3] |

#### Finalteilnahmen
| Nr. | Datum         | Turnier | Belag | Partner           | Finalgegner                           | Ergebnis  |
| --- | ------------- | ------- | ----- | ----------------- | ------------------------------------- | --------- |
| 1.  | 14. Juni 2009 | Halle   | Rasen | Marco Chiudinelli | Christopher Kas Philipp Kohlschreiber | 3:6, 4:6  |
| 2.  | 1. Mai 2011   | München | Sand  | Christopher Kas   | Horacio Zeballos Simone Bolelli       | 6:73, 4:6 |

### Einzelbilanz
| Turnier1                   | 2016 | 2015 | 2014 | 2013 | 2012 | 2011 | 2010  | 2009  | 2008 | 2007 | 2006 | 2005 | 2004 | 2003 | 2002 | Gesamt |
| -------------------------- | ---- | ---- | ---- | ---- | ---- | ---- | ----- | ----- | ---- | ---- | ---- | ---- | ---- | ---- | ---- | ------ |
| Australian Open            | –    | –    | –    | –    | 2R   | –    | –     | 2R    | –    | –    | –    | –    | –    | –    | –    | 2R     |
| French Open                | –    | –    | 1R   | 1R   | –    | 1R   | 2R    | 2R    | –    | –    | –    | –    | –    | –    | –    | 2R     |
| Wimbledon                  | –    | –    | –    | –    | –    | 1R   | 2R    | 1R    | 1R   | –    | –    | –    | –    | –    | –    | 2R     |
| US Open                    | –    | –    | 1R   | –    | –    | –    | 2R    | 2R    | 2R   | –    | –    | –    | –    | –    | –    | 2R     |
| Gewonnene Einzel-Titel     | 0    | 0    | 0    | 0    | 0    | 0    | 0     | 0     | 0    | 0    | 0    | 0    | 0    | 0    | 0    | 0      |
| Gesamt-Siege/-Niederlagen2 | 0:1  | 0:1  | 0:3  | 0:2  | 2:5  | 0:4  | 10:15 | 22:22 | 5:7  | 0:1  | 0:2  | 1:1  | 1:1  | 0:0  | 0:0  | 41:65  |
| Jahresendposition          | 364  | 387  | 116  | 186  | 446  | 98   | 154   | 39    | 109  | 209  | 233  | 286  | 336  | 719  | 1184 | N/A    |

Zeichenerklärung: S = Turniersieg; F, HF, VF, AF = Einzug ins Finale / Halbfinale / Viertelfinale / Achtelfinale; 1R, 2R, 3R = Ausscheiden in der 1. / 2. / 3. Hauptrunde bzw. Q1, Q2, Q3 = Ausscheiden in der 1. / 2. / 3. Qualifikationsrunde
1 Turnierresultat in Klammern bedeutet, dass der Spieler das Turnier noch nicht beendet hat; es zeigt seinen aktuellen Turnierstatus an. Nachdem der Spieler das Turnier beendet hat, wird die Klammer entfernt.

2 Stand: Karriereende